# Santa María del Val
Santa María del Val ist ein Ort und eine zentralspanische Gemeinde (municipio) mit 63 Einwohnern (Stand: 2024) im Norden der Provinz Cuenca in der Autonomen Region Kastilien-La Mancha. 

## Lage und Klima
Santa María del Val liegt auf der Westseite des Iberischen Gebirges in einer Höhe von ca. 1195 m. Die Provinzhauptstadt Cuenca befindet sich gut 43 Kilometer (Fahrtstrecke) südsüdwestlich. Das Klima im Winter ist gemäßigt, im Sommer dagegen warm bis heiß. Regen (693 mm/Jahr) fällt das ganze Jahr über.

## Bevölkerungsentwicklung
| Jahr      | 1970 | 1981 | 1991 | 2001 | 2011 | 2021 |
| Einwohner | 272  | 173  | 137  | 113  | 72   | 62   |

## Sehenswürdigkeiten
- Kirche Mariä Himmelfahrt

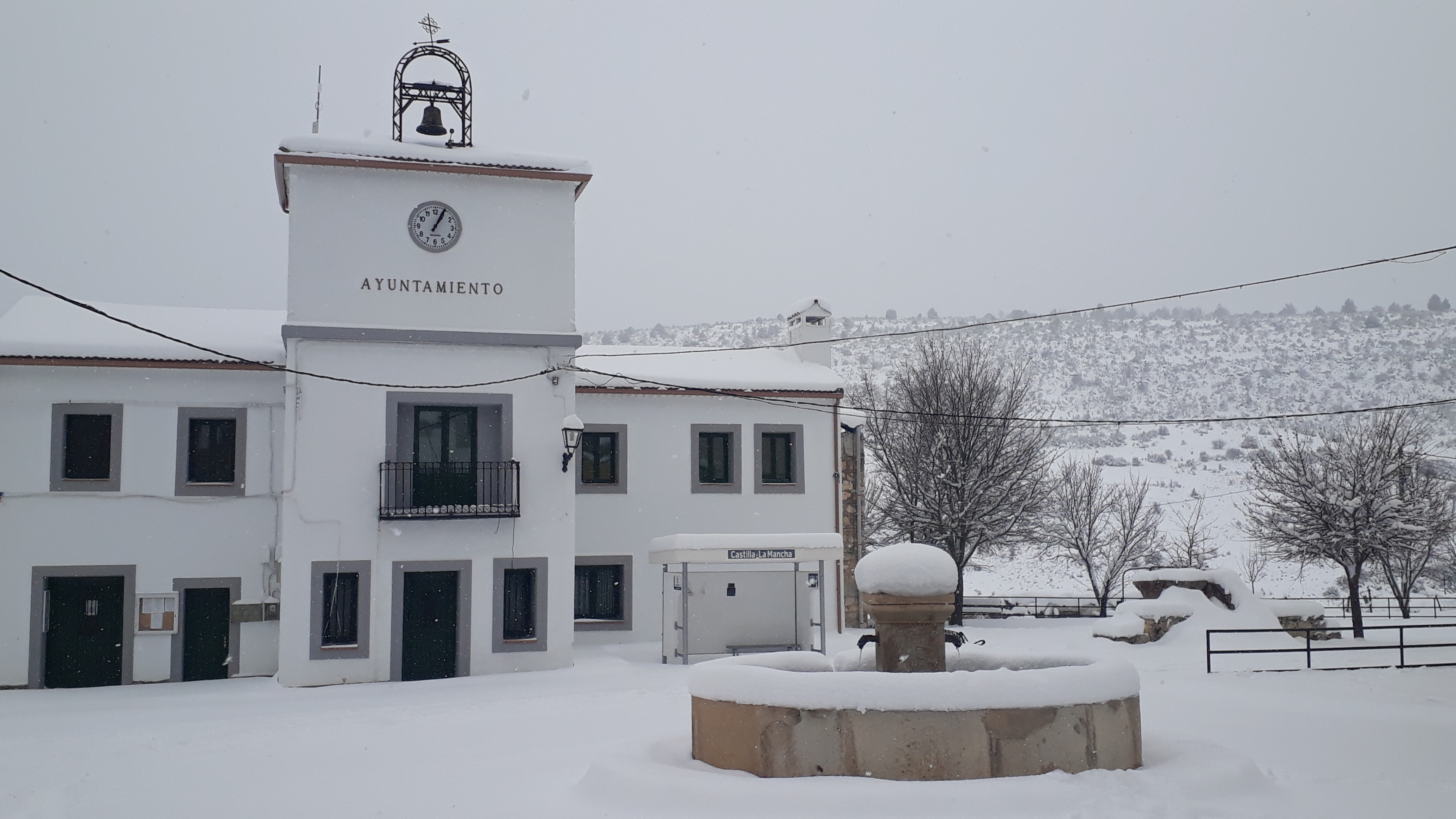
Rathaus